# هاي كيونغ كيم
هاي كيونغ كيم هي ملحنة وكاتبة غنائية كورية جنوبية، ولدت في 1954.